# Margaritaville at Sea Paradise

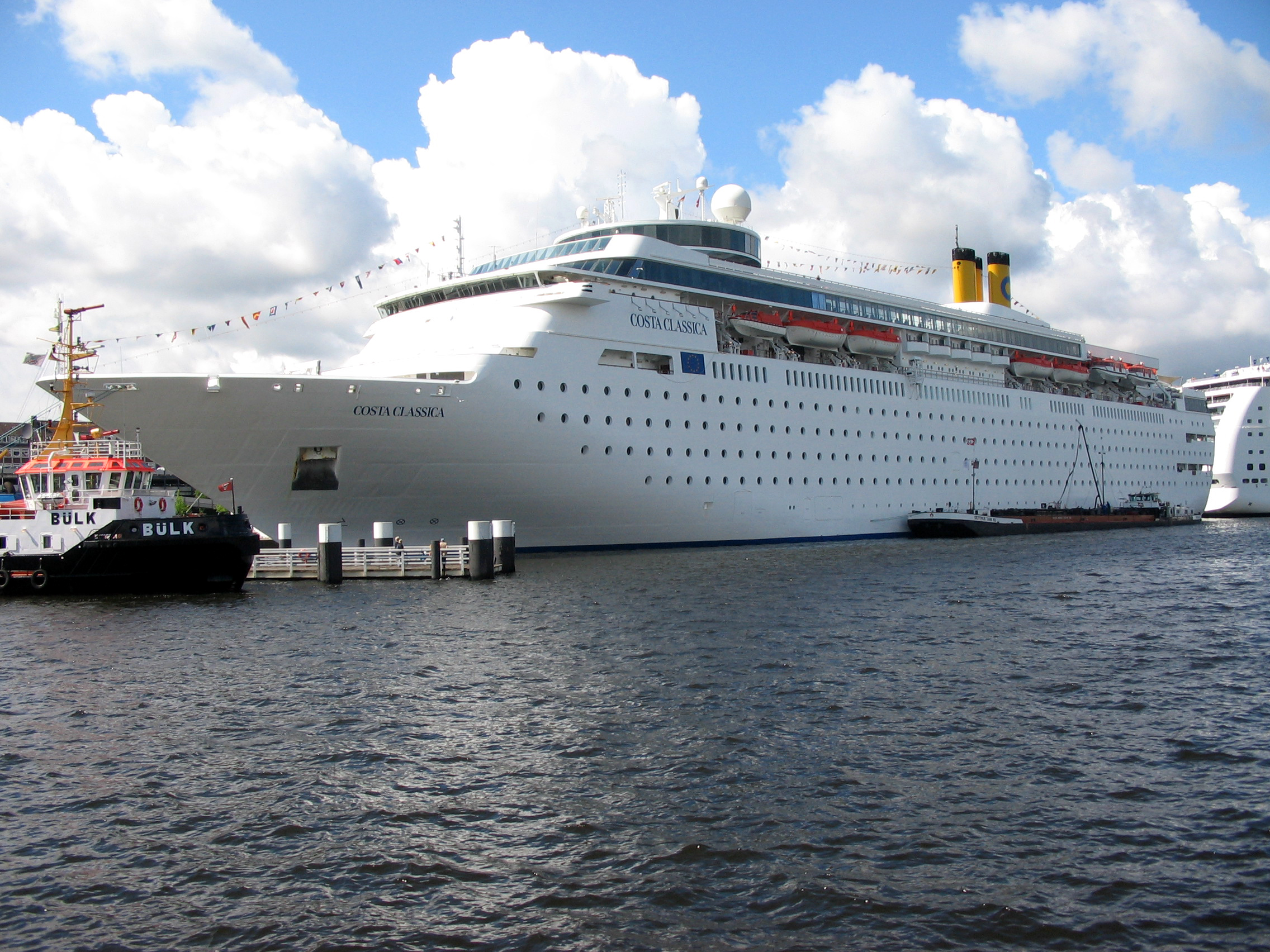
Als Costa Classica in Kiel, 2007

Die Margaritaville at Sea Paradise ist ein Kreuzfahrtschiff von Margaritaville Resorts & Hotels, das unter der Marke Margaritaville at Sea fährt. Das Schiff wurde im Jahr 1991 als Costa Classica für Costa Crociere S.p.A. in Dienst gestellt.

## Geschichte
Die Costa Classica entstand bei der Fincantieri-Werft in Monfalcone. Nach dem Stapellauf am 2. Februar 1991 unternahm das Schiff ab Juni 1991 die Probefahrten. Am 7. Dezember wurde das Schiff an den Auftraggeber abgeliefert und noch am selben Tag getauft. Das Schiff kam unter italienische Flagge mit Heimathafen Neapel in Fahrt. Die Jungfernfahrt absolvierte das Schiff ab dem 17. Dezember 1991.
1994 wurde das Schiff nach Liberia ausgeflaggt, Heimathafen wurde Monrovia. Im September 2000 kam das Schiff wieder unter italienische Flagge, Heimathafen wurde Genua.
Im Jahr 2000 vergab Costa Crociere einen Auftrag zur Verlängerung der Costa Classica an die Werft Cammell Laird in Birkenhead. Die Werft baute daraufhin eine Mittelschiffsektion für das Schiff. Am 23. November 2000 wurde das Schiff zur Werft überführt, jedoch stellte sich heraus, dass die Sektion noch nicht fertiggestellt wurde und deswegen erst ein Jahr später eingebaut werden solle. 2001 stellte sich dann heraus, dass die Sektion nicht passte und man einigte sich, dass Cammell Laird eine neue Sektion bauen sollte. Die fehlerhafte Sektion wurde verschrottet.
In den Jahren 2001 und 2005 wurde das Schiff komplett renoviert.
Die Costa Classica fuhr eine Zeit lang als einziges Schiff der Flotte mit der Hauptbordsprache Deutsch unter dem Motto: „Deutschsprachiges Schiff“, wobei jedoch weiterhin Sprachen anderer Länder vertreten waren. Der Unterschied zur Costa Marina, welche ebenfalls einige Jahre unter dem Motto „Deutschsprachiges Schiff“ fuhr, bestand darin, dass die Costa Classica auch international vermarktet wurde, wobei jedoch auf die deutschsprachigen Passagiere besonders Rücksicht genommen wurde; zum Beispiel wurden zuvor Deutsche nach Interessen und Wünschen bezüglich Aussehen des Schiffes befragt.
Am 8. November 2014 traf das Schiff in Genua bei der Werft San Giorgio del Porto ein, wo es umfangreich renoviert und umgebaut wurde. Im Dezember wurde das Schiff in Costa neoClassica umbenannt. Der 22,5 Millionen Euro teure Umbau wurde am 18. Dezember 2014 abgeschlossen und das Schiff wieder in die Flotte eingegliedert.
Costa Crociere gab im August 2017 bekannt, das Schiff mit Übergabe 2018 verkauft zu haben. Anfang März 2018 wurde das Schiff unter die Flagge Portugals gebracht. Kurz darauf stellte Costa Crociere die Costa neoClassica außer Dienst. Das an Bahamas Paradise Cruise Line verkaufte Schiff wurde im April 2018 in Grand Classica umbenannt. Seit dem 13. April 2018 wird das Schiff zwischen West Palm Beach und Freeport eingesetzt.
Im Herbst 2021 wurde das Schiff vorübergehend in New Orleans als Hotelschiff für rund 1.500 Arbeiter vom Energieunternehmen Entergy Corporation genutzt, die mit der Wiederherstellung des durch Hurrikan Ida beschädigten Stromnetzes beschäftigt waren.
Seit Frühjahr 2022 wird das Schiff als Margaritaville at Sea Paradise von Margaritaville Resorts & Hotels betrieben. Zuvor war das Schiff bei Grand Bahama Shipyard umgebaut worden.

## Zwischenfälle

### Zwischenfall 2005
Am 24. August 2005 brach auf der Costa Classica ein Feuer aus. Dies passierte vor der griechischen Küste in der Region um die Insel Poros südlich von der griechischen Hafenstadt Piräus.

### Zwischenfall 2008
Am 6. Juni 2008 stieß die MSC Poesia vor Dubrovnik mit der Costa Classica zusammen, als sich bei Windgeschwindigkeiten von 25 Knoten der Anker der MSC Poesia löste. Es gab keine Verletzten und die Schäden waren nur gering.

### Zwischenfall 2010
Die Costa Classica kollidierte am 18. Oktober 2010 auf einer Reise in Asien beim Einlaufen in Shanghai um 04:45 Uhr früh Ortszeit mit dem in Belgien registrierten Frachtschiff Lowlands Longevity und wurde steuerbordseitig etwa 11 Meter oberhalb der Wasserlinie mit einem circa 20 Meter langen und bis zu 1,40 Meter hohen Riss in der Außenhaut schwer beschädigt. Oberhalb des Risses zog sich eine rund 50 Meter lange gedellte Schramme über das Schiff. An Bord wurden zehn Passagiere verletzt, drei Passagiere mussten in eine Klinik; die Reise wurde abgebrochen.

### Zwischenfall 2014
Am 23. Dezember 2014 gegen 21:25 Uhr kam es zu einem Brand an Bord der Costa neoClassica. Flammen schlugen aus dem Schornstein. Es wurde niemand verletzt. Der Brand konnte schnell gelöscht werden.

## Baugleiche Schiffe
- Celestyal Experience (ehemals Costa Romantica)